# Servicio Nacional de Geología y Minería de Chile
El Servicio Nacional de Geología y Minería (también conocido por su acrónimo, Sernageomin) es un servicio público estatal chileno creado el 26 de noviembre de 1980, dependiente del Ministerio de Minería. Está a cargo de la investigación especializada y mapeo de diversos aspectos de la corteza terrestre, principalmente relacionados con la identificación de recursos productivos (geotérmicos, hidrogeológicos, minerales metálicos y no metálicos); peligros geológicos tales como desbordes de cauces, inundaciones por maremotos, resistencia sísmica, erupciones volcánicas, además de remociones en masa: aluviones, deslizamientos de suelo, caídas de rocas, lahares, entre otros. Desde el 31 de mayo de 2019, el servicio está dirigido por el ingeniero civil industrial Patricio Rodrigo Aguilera Poblete, actuando bajo el gobierno de Gabriel Boric.
Asimismo, el organismo administra la Red Nacional de Vigilancia Volcánica de Chile (RNVVCh), que monitorea en tiempo real a los volcanes activos más peligrosos de este país. Por otra parte, está a cargo de fiscalizar las normativas de «Seguridad Minera» de las instalaciones extractivas mineras respecto de las personas que laboran en ellas; la normativa de «Cierre de Faenas» e «Instalaciones Mineras»; y la estabilidad de los depósitos de relaves. Por último, se encarga además de actualizar los catastro de concesiones mineras y geotérmicas, y asesorar a los tribunales de justicia en estas materias.
Desde 1974, ha publicado la revista científica Andean Geology, que hasta 2009 se llamaba Revista Geológica de Chile.

## Historia
El 26 de noviembre de 1957, durante el segundo gobierno del presidente Carlos Ibáñez del Campo, y con el fin de apoyar la investigación y publicación de textos científicos relacionados con geología, fue creado el «Instituto de Investigaciones Geológicas» (IIG), como una institución pública de derecho privado, dependiente de la Corporación de Fomento de la Producción (Corfo) y de la Corporación del Cobre, y apoyado por el programa de desarrollo creado por el presidente estadounidense Harry S. Truman, conocido como el "Punto Cuarto". La dirección del organismo quedó a cargo del ingeniero en minas Carlos Ruiz Fuller, que había sido subsecretario de Minería en dicha administración, posición desde donde impulsó su creación; ocupó el puesto por espacio de doce años, hasta 1970. En 1960, el organismo publicó el primer "Mapa Geológico de Chile" a escala 1:1.000.000, seguido de una segunda edición ocho años después.
Posteriormente, en el marco de la dictadura militar del general Augusto Pinochet, el 26 de noviembre de 1980, y a modo de potenciar y dirigir de manera sustentable el desarrollo de la minería en Chile, mediante la ley n° 3.525, fue fusionado con el Servicio de Minas del Estado (creado en 1960), creándose el Servicio Nacional de Geología y Minería (Sernageomin).

## Misión y visión
La misión del Sernageomin, es generar, mantener y difundir información de geología básica y de recursos y peligros geológicos del territorio nacional, para el bienestar de la comunidad y al servicio del país, y de regular y fiscalizar el cumplimiento de normativas mineras en materia de seguridad, propiedad y planes de cierre, para contribuir al desarrollo de la minería nacional.
Asimismo, la visión del organismo es «ser reconocidos por la comunidad nacional e internacional, como un actor estratégico para el bienestar de la ciudadanía y el desarrollo del país, posicionando la información de los recursos y peligros geológicos como base para el ordenamiento territorial y consolidando altos estándares de calidad en la regulación y fiscalización de la actividad minera».

## Objetivos
Los objetivos estratégicos del Sernageomin son los siguientes:
- Mejorar la acción fiscalizadora a través de la criticidad de las faenas, con énfasis en la calidad de las fiscalizaciones, para fortalecer la seguridad de los trabajadores, disminuir la accidentabilidad y los riesgos en la industria extractiva minera, según la normativa vigente.
- Mejorar los procesos de revisión de proyectos de métodos de explotación y/o plantas de tratamiento de minerales, depósitos de relaves, evaluaciones de impacto ambiental, permisos sectoriales y de cierre de instalaciones y faenas mineras, para contribuir a la actualización y regularización de la industria extractiva minera.
- Mantener, actualizar y entregar información técnica, de manera correcta y oportuna para el proceso de constitución de concesiones mineras de exploración y explotación, y para fines del catastro y registro de concesiones geotérmicas de exploración y explotación.
- Generar, mantener y divulgar el conocimiento geológico del territorio nacional, mediante estudios de geología general y aplicada, para proveer información geo-científica de base y estratégica que contribuya a la definición de políticas de Estado, a la promoción de la exploración de los recursos geológicos y al desarrollo de estudios específicos.
- Generar, mantener y divulgar conocimiento de los fenómenos geológicos y sus peligros (sistemas volcánicos, remociones en masa y fallas activas), mediante la realización de estudios, la evaluación de sus peligros y el monitoreo instrumental, de su ocurrencia en el territorio nacional, para el ordenamiento territorial, la reducción del riesgo de desastres y la entrega de información oportuna a las autoridades y a la comunidad.
- Incrementar la capacitación y conocimiento a los trabajadores de la Minería, mediante formación continua de expertos y monitores en seguridad minera, para el desarrollo de una actividad segura.

## Productos

### Fiscalización
Inspecciones a instalaciones/faenas mineras, para asegurar la correcta aplicación de la normativa de Seguridad Minera y minimizar el riesgo de accidentes personales. Revisión y aprobación de los proyectos de métodos de explotación menores a 5000 toneladas (o modificación del método aceptado), con el cual se haya proyectado originalmente la explotación de la mina o tratamiento de sus minerales, de manera que pueda mantener en forma segura la información relevante del proceso y apoyar la gestión del mismo.

### Revisión de proyectos
Evaluación y pronunciamiento respecto del método de explotación, plantas de tratamiento, depósitos de relaves y sus modificaciones, en materia de seguridad minera, ley de cierre y evaluaciones de impacto ambiental.

### Asistencia/Asesoría técnica minera y geológica
Asistencia a los Tribunales para el otorgamiento de concesiones de explotación y solicitudes para la sentencia constitutiva de concesiones mineras de exploración, además de mantener el catastro actualizado de concesiones mineras. Asesoría a las fiscalizaciones mandatadas por la Superintendencia del Medio Ambiente para dar cumplimiento a su programa de fiscalización ambiental y responder a las denuncias realizadas por la autoridad competente. Asistencia técnica a solicitud de autoridades nacionales, regionales y comunales en materias de peligros geológicos, peligros volcánicos, recursos minerales, energéticos, hídricos y geo-patrimoniales, aspectos medioambientales, entre otros. Asesoría requerida en materias de aguas subterráneas y zonas de peligros, para verificar el cumplimiento normativo en planes reguladores comunales. Asesoría técnica al Ministerio de Energía respecto de las solicitudes de concesión de exploración y explotación de energía geotérmica, además de mantener un catastro actualizado de las concesiones geotérmicas.

### Monitoreo volcánico y de procesos geológicos y mineros
Comprende el monitoreo continuo y en tiempo real de los sistemas volcánicos más activos del país, mediante el seguimiento de parámetros técnicos específicos y el diseño e implementación de sistemas de monitoreo de otros procesos geológicos y mineros, y la reportabilidad y divulgación de la información generada a la comunidad.

### Publicaciones geológicas y mineras
Es el resultado del proceso de generación del conocimiento geológico del territorio nacional mediante la publicación de informes/estudios técnicos, mapas, documentos y/o bases de datos digitales, revistas y similares. En el ámbito minero, corresponde a la generación de la información minera del país, mantenerlos actualizados y difundirla por los canales oficiales.

### Capacitación y divulgación
Conjunto de actividades para formar/reforzar el conocimiento sobre materias mineras para los trabajadores del sector, preparándolos para ejecutar con mayor eficiencia sus funciones en la explotación. También, comprende el conjunto de actividades para divulgar el conocimiento geológico, el quehacer institucional y capacitar en temáticas específicas a autoridades y a la comunidad.

## Organización
El Sernageomin está encabezado por un director o directora Nacional, quien es elegido por el presidente de la República. Inmediatamente bajo su línea jerárquica, existen dos subdirectores nacionales, uno de geología y otro de minería, además de los directores regionales que se distribuyen en las direcciones regionales de Arica y Parinacota, Tarapacá, Antofagasta, Atacama, Coquimbo, Centro (comprende a las regiones de Valparaíso y Metropolitana), O'Higgins, Maule y Sur (desde la Región del Biobío a la Magallanes y de la Antártica Chilena). En Temuco está el Observatorio Volcanológico de los Andes del Sur (OVDAS), y en Puerto Varas y Coyhaique existen oficinas técnicas.

## Directores nacionales
| Titular                           | Partido | Inicio                  | Final                   | Presidente                 |
| --------------------------------- | ------- | ----------------------- | ----------------------- | -------------------------- |
| María Teresa Cañas Pinochet       | Ind.    | 1981                    | 11 de marzo de 1990     | Augusto Pinochet Ugarte    |
| Hernán Danús Vásquez              | PDC     | 11 de marzo de 1990     | 1994                    | Patricio Aylwin Azócar     |
| Hernán Danús Vásquez              | PDC     | 1994                    | 1995                    | Eduardo Frei Ruiz-Tagle    |
| Ricardo Troncoso San Martín       | ¿?      | 2000                    | 2006                    | Ricardo Lagos Escobar      |
| Patricio Cartagena Díaz           | ¿?      | 2006                    | 14 de diciembre de 2007 | Michelle Bachelet Jeria    |
| Alejandro Vio Grossi              | Ind.    | 14 de diciembre de 2007 | 11 de marzo de 2010     | Michelle Bachelet Jeria    |
| Alejandro Vio Grossi              | Ind.    | 11 de marzo de 2010     | 11 de agosto de 2010    | Sebastián Piñera Echenique |
| Waldo Vivallo Sandoval (s)        | Ind.    | 11 de agosto de 2010    | 7 de enero de 2011      | Sebastián Piñera Echenique |
| Enrique Valdivieso Valdés         | Ind.    | 21 de enero de 2011     | 3 de enero de 2012      | Sebastián Piñera Echenique |
| Julio Prado Poblete               | Ind.    | 3 de enero de 2012      | 11 de marzo de 2014     | Sebastián Piñera Echenique |
| Rodrigo Álvarez Seguel            | Ind.    | 1 de abril de 2014      | 26 de octubre de 2016   | Michelle Bachelet Jeria    |
| Mario Pereira Arredondo           | Ind.    | 27 de abril de 2017     | 11 de marzo de 2018     | Michelle Bachelet Jeria    |
| Alfonso Domeyko Letelier (s)      | Ind.    | 6 de noviembre de 2018  | 13 de febrero de 2019   | Sebastián Piñera Echenique |
| Pablo Rivas Muñoz (s)             | Ind.    | 13 de febrero de 2019   | 31 de mayo de 2019      | Sebastián Piñera Echenique |
| Alfonso Domeyko Letelier          | Ind.    | 31 de mayo de 2019      | 11 de marzo de 2022     | Sebastián Piñera Echenique |
| David Montenegro Cabrera (s)      | Ind.    | 11 de marzo de 2022     | 1 de febrero de 2023    | Gabriel Boric Font         |
| Patricio Rodrigo Aguilera Poblete | Ind.    | 1 de febrero de 2023    | En el cargo             | Gabriel Boric Font         |

## Nota
1. ↑  Ocupó el cargo de director nacional del Servicio en calidad de subrogante (s) desde octubre de 2016, hasta su confirmación oficial en abril de 2017.

### Redes sociales
- Servicio Nacional de Geología y Minería de Chile en X (antes Twitter)
- Servicio Nacional de Geología y Minería de Chile en Instagram
- Servicio Nacional de Geología y Minería de Chile en Facebook

- Datos: Q5764465